# Osiris pallidus
Osiris pallidus är en biart som beskrevs av Smith 1854. Osiris pallidus ingår i släktet Osiris och familjen långtungebin. Inga underarter finns listade i Catalogue of Life.